# Robbie Rogers
Robbie Rogers (Rancho Palos Verdes, California, Estados Unidos, 12 de mayo de 1987) es un exfutbolista estadounidense. En febrero de 2013 hizo pública su homosexualidad y decidió retirarse del fútbol. Luego de unos meses decidió volver a jugar, y el 25 de mayo de 2013 Los Angeles Galaxy anunciaron su incorporación al equipo.

## Selección nacional
Ha sido internacional con la Selección de fútbol de los Estados Unidos con la que ha jugado 18 partidos internacionales.

### Participaciones en la Copa de Oro de la Concacaf
| Copa                            | Sede           | Resultado  |
| ------------------------------- | -------------- | ---------- |
| Copa de Oro de la Concacaf 2009 | Estados Unidos | Subcampeón |
| Copa de Oro de la Concacaf 2011 | Estados Unidos | Subcampeón |

## Clubes
| Club                    | País           | Año       |
| ----------------------- | -------------- | --------- |
| Orange County Blue Star | Estados Unidos | 2005      |
| SC Heerenveen           | Países Bajos   | 2006-2007 |
| Columbus Crew           | Estados Unidos | 2007-2012 |
| Leeds United            | Inglaterra     | 2012-2013 |
| Stevenage (Cedido)      | Inglaterra     | 2012-2013 |
| Los Angeles Galaxy      | Estados Unidos | 2013-2017 |

## Palmarés

### Campeonatos nacionales
| Título                 | Club               | País           | Año  |
| ---------------------- | ------------------ | -------------- | ---- |
| Copa MLS               | Columbus Crew      | Estados Unidos | 2008 |
| MLS Supporters' Shield | Columbus Crew      | Estados Unidos | 2008 |
| MLS Supporters' Shield | Columbus Crew      | Estados Unidos | 2009 |
| Copa MLS               | Los Angeles Galaxy | Estados Unidos | 2014 |

## Vida personal
En febrero del 2013, hizo pública su homosexualidad, siendo el tercer futbolista profesional de la historia en hacerlo, después del británico Justin Fashanu. Ese mismo año se retiró del fútbol, pero fue reincorporado a LA Galaxy en mayo del mismo año. Posteriormente, empezó a tener citas con el director Greg Berlanti. El 18 de febrero del 2016, por vientre de alquiler, engendró al primer hijo de ambos, Caleb Berlanti. Un año más tarde, el 2 de diciembre de 2017, Rogers y Berlanti se casaron en Malibú, California. Ambos dedicaron palabras de agradecimiento al movimiento LGBT por su defensa de los derechos de los homosexuales, como el matrimonio.